# Opigena obscurata
Opigena obscurata là một loài bướm đêm trong họ Noctuidae.